# Hendrik van Balen der Ältere

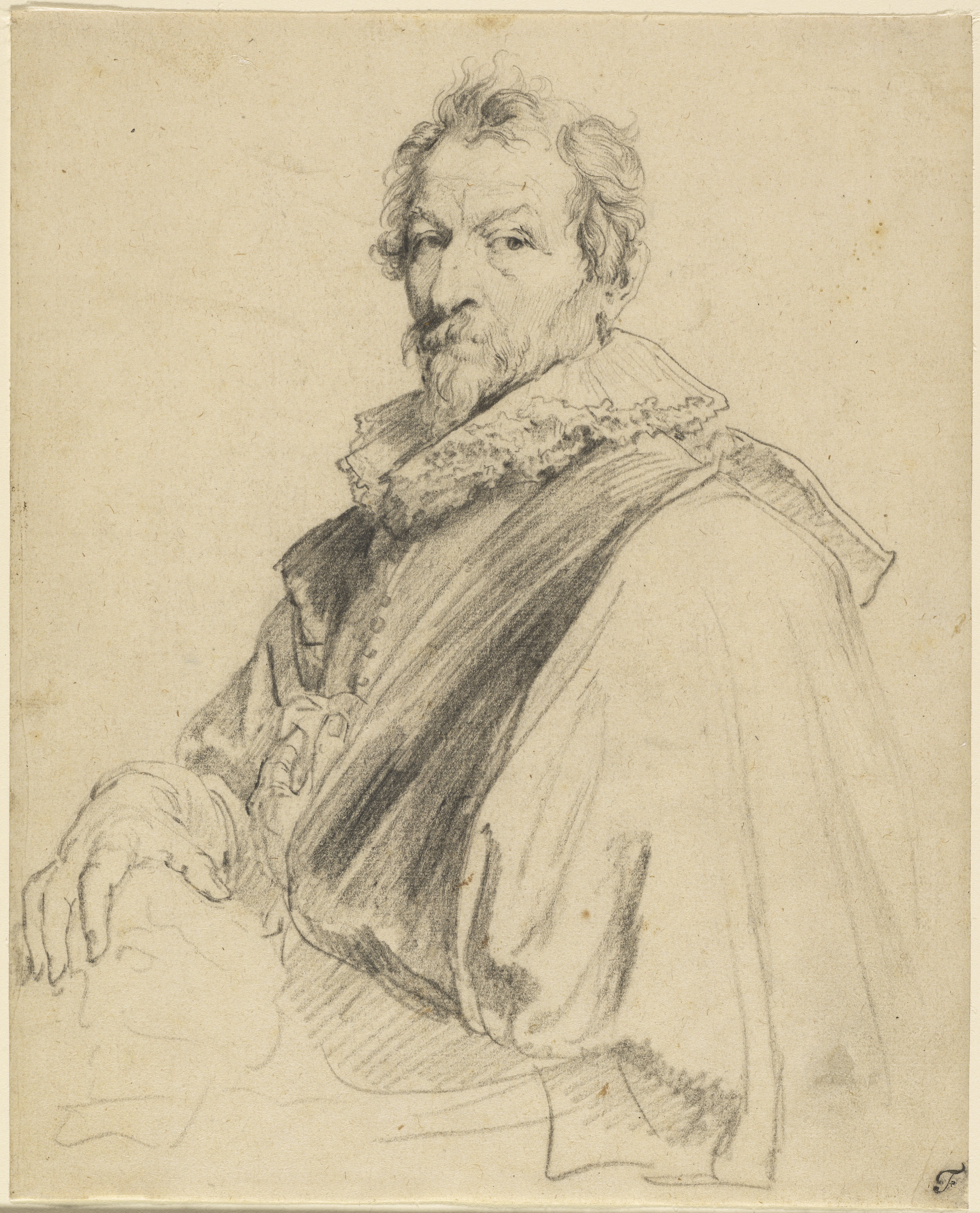
Porträt Hendrik van Balens des Älteren von Anthonis van Dyck

Hendrik van Balen der Ältere (* um 1575 in Antwerpen; † 17. Juli 1632 ebenda) war ein flämischer Maler und Glasmaler.  Er ist dem Barock zuzuordnen. 

## Leben
Van Balen war ein Schüler von Adam van Noort, möglicherweise war auch Marten de Vos sein Lehrer. Als Siebzehnjähriger wurde er als Meister in die St. Lukasgilde in Antwerpen aufgenommen.  In den Jahren von 1608 und 1609 fungierte er als zweiter Dekan dieser Gilde und in den Jahren von 1609 und 1610 als erster Dekan.
Zwischen 1595 und 1602 reiste van Balen nach Italien und besuchte vermutlich Rom, Venedig und andere Städte. Zwar gibt es keine Aufzeichnungen über seine Reise, aber bei seiner Rückkehr nach Antwerpen wurde er Mitglied der Bruderschaft der Romanisten. Für das Jahr 1613 wählte ihn die Bruderschaft ebenfalls zum Dekan. Sein Zeitgenosse Sebastian Vrancx war Mitglied der gleichen Bruderschaft, und die beiden Maler waren befreundet.

Engelskonzert (ehemals in der Liebfrauenkathedrale Antwerpen) Museum für Schöne Künste, Antwerpen

Zurück in Antwerpen arbeitete van Balen mit Abel Grimmer an einer Ansicht von Antwerpen. Er war einer der führenden Antwerpener Kleinfigurenmaler, der eine große Werkstatt hatte.
1605 heiratete Hendrik van Balen d. Ä. in Antwerpen Margarete Briers, mit der er elf Kinder hatte. Drei seiner Söhne wurden Maler: Jan van Balen, Gaspard van Balen und Hendrik van Balen d.J. Seine Tochter Maria heiratete den Maler Theodoor van Thulden. Van Balen führte über 30 Jahre lang ein erfolgreiches Studio und hatte viele Schüler. Die Register der Gilden verzeichnen insgesamt 26 Schüler von Balen, darunter Anthonis van Dyck und Frans Snyders.
Im Jahre 1613 reiste er in die nördlichen Niederlande mit Jan Brueghel und Peter Paul Rubens. Sonst blieb er in Antwerpen.
Im Alter von ungefähr 55 Jahren starb Hendrik van Balen d. Ä. am 17. Juli 1632 in Antwerpen. Sein Grabmal steht in der Jakobskirche in Antwerpen.

## Werke

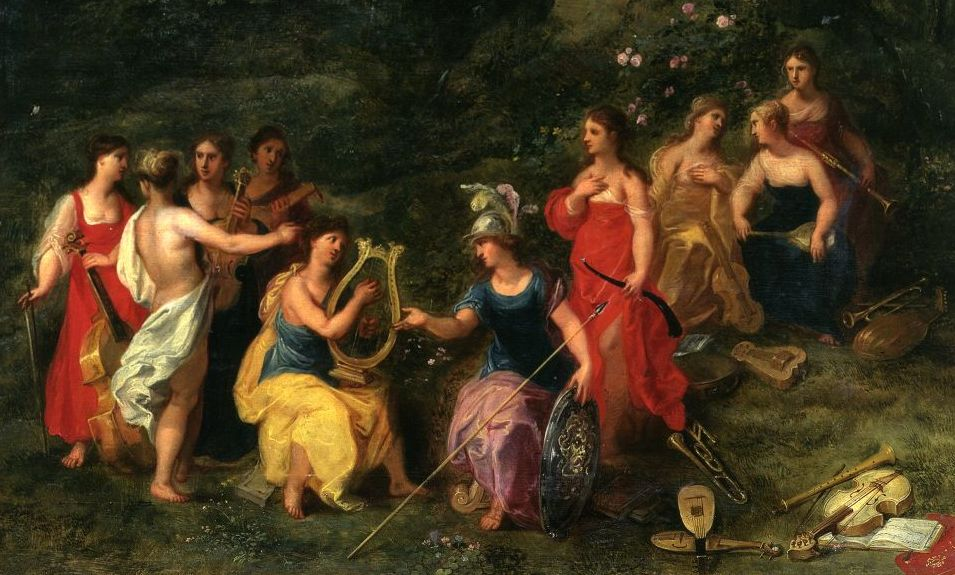
Minerva bei den Musen (Ausschnitt), Wilanow-Palais

Zu Beginn seiner Karriere führte van Balen eine Reihe von großen Altarbilder aus, welche den Einfluss des Adam van Noort zeigen. Seine späteren Altarbilder, mit reicher und subtiler Farbgebung, wurden offenbar nach van Dycks Ankunft in seinem Atelier gemalt. Hendrik van Balen malte auch mythologische oder biblische Szenen auf kleinen Platten oder Kupferplatten. Seine Werke umfassen oft nackte Figuren in einer mythologischen oder religiösen Szene, gesetzt in einer idyllischen Umgebung. Hendrik van Balen malte auch Landschaften.
Balen hatte auch gemeinschaftlich mit anderen Künstlern gemalt, z. B. mit Joos de Momper, Jan Brueghel oder Peter Paul Rubens. Anthonis van Dyck porträtierte seinen Lehrer Balen 1627/1630. Das Bild ist heute im J. Paul Getty Museum zu sehen.